# Nana (Călărași)
Nana è un comune della Romania di 2 479 abitanti, ubicato del distretto di Călărași, nella regione storica della Muntenia.